# Natallja Trafimava
Natallja Uladzimiraŭna Trafimava (in bielorusso Наталля Уладзіміраўна Трафімава?; Minsk, 16 giugno 1979) è un'ex cestista e allenatrice di pallacanestro bielorussa con cittadinanza polacca.
Alta 186 cm, giocava come ala.

## Carriera
Con la Bielorussia ha disputato due edizioni dei Giochi olimpici (Pechino 2008, Rio de Janeiro 2016), due dei Campionati mondiali (2010, 2014) e cinque dei Campionati europei (2007, 2009, 2011, 2013, 2015).